# Castrul roman de la Albota
Castrul roman este situat pe teritoriul comunei Albota, județul Argeș.
Tabăra militară fortificată, parte integrantă din sistemul de fortificații de pe granița estică a Daciei, îndeobște numit cu un termen convențional modern Limes Transalutanus, se află în prezent pe partea dreaptă șoselei Pitești-Craiova, mai aproape de Pitești decât de localitatea Albota. Următorul castru spre nord în sistemul Limesului Transalutan este Castrul roman de la Purcăreni.